# Dubica Górna
Dubica Górna [pronunciación en polaco: /duˈbʲÉl͡sa ˈɡurna/] es un pueblo ubicado en el distrito administrativo de Gmina Wisznice, dentro del distrito de Biała Podlaska, Voivodato de Lublin, en Polonia oriental. Se encuentra aproximadamente a 2 kilómetros al suroeste de Wisznice, a 29 kilómetros al sur de Białun Podlaska, y a 74 kilómetros al noreste de la capital regional Lublin.